# Robert Olin (företagsledare)
Anders Robert Olin, född 22 december 1860 i Göteborg, död 21 februari 1944 i Stockholm, var en svensk industriman.

## Biografi
Olin var son till hemmansägaren Anders Olin. Åren 1877–1884 var han anställd vid Slagteriaktiebolaget i Stockholm. År 1884 anställdes han i August Falks charkuteriaffär i Stockholm och övertog verksamheten 1885 tillsammans med Bror Henning Josephsson och drev den under namnet Falk & Co fläskhandel och korffabrik. Olin blev 1890 ensam ägare av företaget som 1895 omvandlades till aktiebolag under namnet Slagteriaktiebolaget Norrmalm (efter 28 december 1927 Norrmalms livsmedel) med Olin som VD. Han kvarstod som VD till 1926, han var därefter från 1927 till sin död styrelseordförande i bolaget. 
Olin var även ledamot av Stockholms stadsfullmäktige 1905–1917, ledamot av slakthusbyggnadskommittén 1905-1907, ledamot av slakthus- och saluhallsstyrelsen 1907–1913, ledamot av folkskoleöverstyrelsen i Stockholm 1913–1916, ordförande i Sveriges charkuteri- och slakteriidkares riksförbund 1916–1922, ledamot av styrelsen för AB Kreditbanken och Kreditkassans emissions AB 1918–1923. Han är begravd på Norra begravningsplatsen utanför Stockholm.